# Kut Abdallah
Kūt 'Abdallah (farsi كوت عبداله) è una città dello shahrestān di Ahvaz, circoscrizione di Centrale, nella provincia del Khūzestān. Aveva, nel 2006, una popolazione di 8.170 abitanti.